# Gégène
Gégène est un terme de l'argot militaire français, désignant un générateur électrique portatif dont l'utilisation première est d'alimenter les radiotéléphones portatifs de campagne. La gégène fut utilisée pour torturer des personnes en leur appliquant les électrodes afin de faire circuler un courant électrique entre diverses parties du corps.

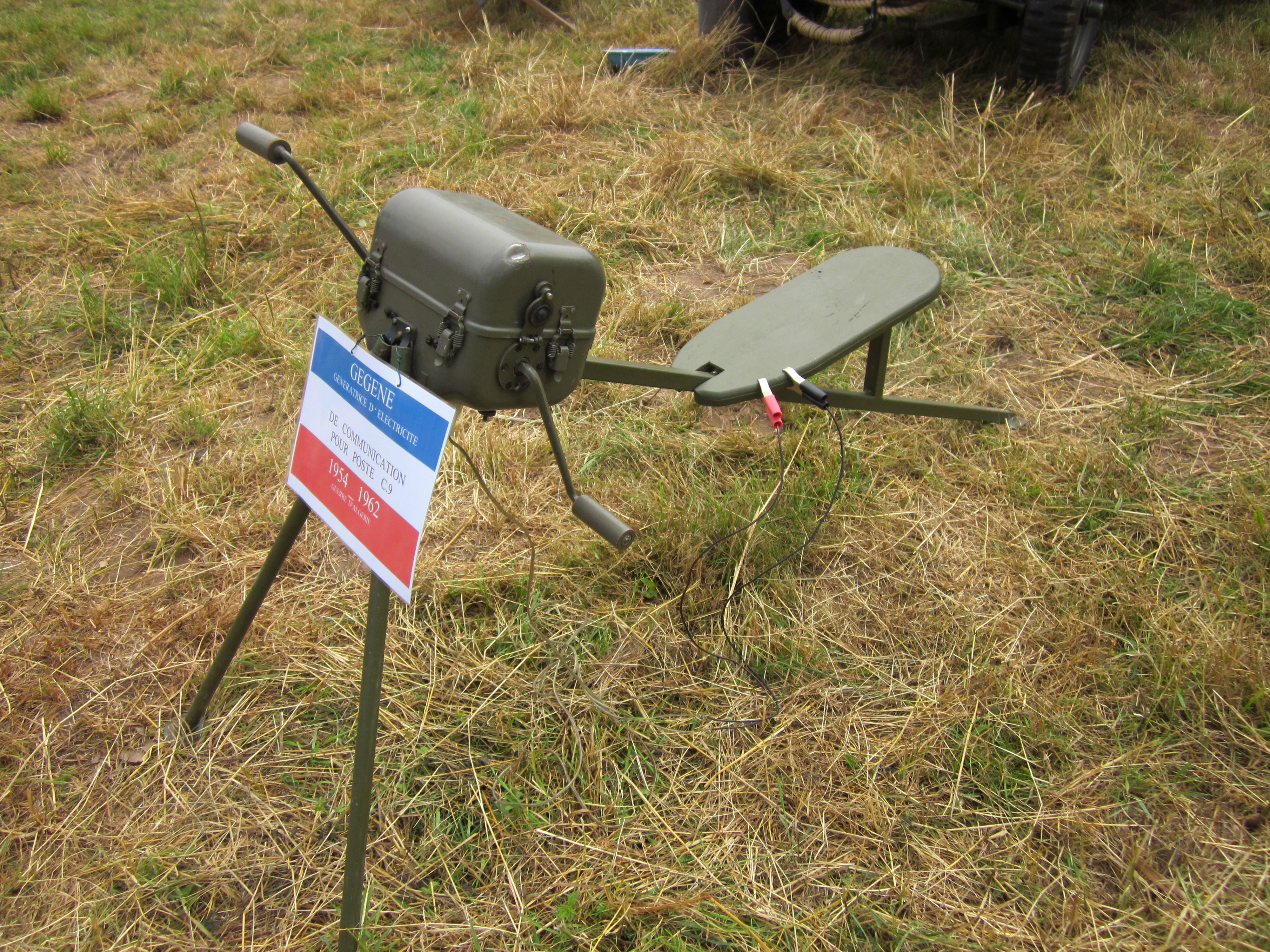
Gégène de la guerre d'Algérie.

## Étymologie
Gégène est l'abréviation de groupe électrogène avec redoublement, pour faire jeu de mots avec Gégène, forme populaire du prénom Eugène. L'utilisation de « gégène » comme instrument de torture est peut-être un rappel inconscient de gêne (torture en moyen français) et géhenne (enfer en langage biblique et torture en ancien français).

## Histoire
La torture à l'électricité a très souvent été utilisée depuis l'apparition des premiers générateurs. La gégène n'est qu'une variante « portative » de cette dernière.
Elle fut utilisée dès les années 1930 par la Sûreté générale indochinoise entre autres chargée de la répression des mouvements nationalistes vietnamiens. Elle fut ensuite utilisée durant la guerre d'Algérie, par les militaires français, notamment durant la bataille d'Alger, sur les membres présumés du Front de libération nationale (FLN), pour leur soutirer des informations, tels que les emplacements de bombes à retardement.

## Technique
Le générateur se présente comme une dynamo électrique manuelle à manivelles, destinée à alimenter une radio portative de 67 à 135 volts et de basse intensité.
Dans le cas des tortures à l'électricité, le principe était de placer les électrodes à différents endroits du corps, afin que le courant électrique – un courant continu de basse tension – traverse celui-ci. La plupart du temps une électrode était placée sur une oreille et l'autre sur les parties génitales, ce qui permettait, selon l'intensité et la durée d'utilisation, de dépasser le seuil de douleur d'électrisation propre à chaque individu, dans le but d'obtenir des renseignements.
Cette technique a été décrite dans un manuel de torture français intitulé Le Manuel de l'officier de renseignement, écrit par le colonel Bigeard.
Ce livre a été diffusé à travers le monde et les techniques reprises par différents pays :
- En Amérique latine, durant l'Opération Condor[6] ;
- Par le gouvernement d'Augusto Pinochet[4]

## Arts
Malachi Farrell a réalisé une œuvre intitulée La Gégène. Il s'agit d'une association de machines et écrans, diffusant des extraits de documentaires sur la guerre d'Algérie, des automates et qui « reproduit » le déroulement d'un acte de torture. Cette œuvre appartient à la collection permanente du Musée d'art contemporain du Val-de-Marne.
Dans le film Chacal (1973), de politique-fiction, un agent de l'OAS est torturé à l'électricité par un service français de renseignement pour obtenir l'identité d'un tueur chargé d'assassiner le président Charles de Gaulle.
Dans le film I... comme Icare (1979), la torture électrique est montrée par l'expérience de Milgram.
Dans la chanson Le bruit des bottes (1975) de Jean Ferrat, la gégène est mentionnée : "À coup d'interrogatoires, de carotte et de bâton, de plongeon dans la baignoire, de gégène et de tison".
En 2015, Laurent Gerra chante La gégène extraordinaire en imitant Jean-Marie Le Pen.